# Flag Institute

Vlag van het Flag Institute sinds 2016

Originele vlag van het Flag Institute, gebruikt van 1971 tot 2016

Het Flag Institute (Nederlands: Vlaggeninstituut) is een Britse ledenorganisatie met hoofdkantoor in Kingston upon Hull, Engeland, die zich bezighoudt met onderzoek naar en promotie van het gebruik en ontwerp van vlaggen. Het instituut documenteert vlaggen in het Verenigd Koninkrijk en internationaal, onderhoudt een UK Flag Registry en biedt advies en begeleiding over vlaggen en het gebruik ervan. De organisatie wordt vaak geraadpleegd over zaken met betrekking tot vlagontwerp en -gebruik, maar heeft geen officiële status of autoriteit. Het is een geregistreerde liefdadigheidsinstelling.

## Geschiedenis
De vereniging werd opgericht op Saint George's Day in 1971 door William Crampton en is sinds 24 juni 1971 volwaardig lid van de Fédération Internationale des Associations Vexillologiques. De bibliotheek, de William Crampton Library, geopend in 1999 en gevestigd in Kingston upon Hull, heeft meer dan 40.000 boeken.